# Шаремберг, Федор Францевич
Шаремберг, Федор Францевич фон — генерал-майор по Адмиралтейству.

## Биография
Уроженец Финляндии.
Военно-морскую службу свою он начал в чине мичмана 29 февраля 1820 года и до 1824 года плавал в Финском заливе на бриге «Ахиллес», яхте «Эрис» и бриге «Колым». Затем, в течение трех лет, он командовал финляндской таможенной яхтой «Пози», а в 1827 году плавал на шлюпе «Открытие».
Произведенный 22 февраля 1828 года в лейтенанты, он в том же году (28 марта) вышел в отставку с чином капитан-лейтенанта, но через два с половиной года снова поступил на службу и в течение пяти лет плавал на фрегате «Екатерина» и кораблях «Эмгейтен» и «Владимир».
Назначенный в 1836 году командиром финляндской таможенной яхты, Шаремберг в следующем году командовал канонерской лодкой № 2, а затем пароходом «Богатырь».
Дальнейшая служба его почти на десять лет сосредоточилась в комиссии по осмотру и приисканию корабельных лесов в западных губерниях, в которую он был назначен в 1839 году старшим членом. Состоя в этой должности Шаремберг в 14 апреля 1840 года был произведен в капитан-лейтенанты, а 11 апреля 1848 года — в капитаны 2-го ранга.
В том же году он снова вернулся к морской строевой службе и на кораблях «Император Александр I» и «Гангут» плавал в Балтийском море; затем до 1853 года он командовал транспортом «Америка», причем 6 декабря 1852 года был произведен в капитаны 1-го ранга. Вслед за тем Шаремберг был назначен командиром 5-го рабочего экипажа, которым и командовал до самой своей отставки. 7 марта 1860 года он был произведен в генерал-майоры с увольнением от службы. Год смерти Ф. Ф. в точности неизвестен.
Шаремберг был замечательным лингвистом. Он знал языки: немецкий, датский, шведский, польский, норвежский, молдавский, татарский и еврейский и оставил после себя несколько переводов, напечатанных в «Морском Сборнике».